# Brendan Fraser
Brendan James Fraser (Indianapolis, Indiana, 3 de desembre de 1968) és un actor estatunidenc de cinema i televisió. Va guanyar el Premi del Sindicat d'Actors al millor repartiment. Ha intervingut en pel·lícules com en la trilogia The Mummy (1999), The Mummy Returns (2001) i La mòmia: La tomba de l'emperador drac (2009), en les quals interpreta el personatge de Rick O'Connell. També destaca en títols com L'americà impassible (2002), Crash (2005) o Viatge al centre de la Terra (2008). El 2023 va aconseguir l'Oscar al millor actor pel seu paper de Charley a la pel·lícula "The Whale" (2022).

## Biografia
Fraser va néixer el 3 de desembre de 1968 a Indianapolis (Indiana). Els seus pares eren canadencs, Carol Fraser, consultora de vendes, i Peter Fraser, periodista que treballà com a oficial de servei estranger per a l'Oficina Governamental de Turisme, per això té la ciutadania d'aquest país. Durant la seva infància va viure a molts països, com a Suïssa, als Països Baixos i al Canadà, a causa dels trasllats que la seva família realitzava sovint. Té tres germans grans: Kevin, Regan i Sean. Va anar a l'Upper Canda College, una escola només per a nois, i també al Cornish College of the Arts, a Seattle, on es va graduar el 1990. Té ascendència irlandesa, escocesa, alemanya, txeca i francocanadenca.
Mentre era de vacances a Londres, Fraser realitzà la seva primera actuació professional al teatre, al West End. Inicialment planejava anar a la universitat de Texes, però va quedar-se a Hollywood i decidí graduar-se a la ciutat de Los Angeles per buscar feina en la indústria cinematogràfica. Parla el francès amb fluïdesa i és fotògraf aficionat.
Va casar-se amb Afton Smith el 27 de setembre de 1998 al Bel Air Hotel de Los Angeles, i van tenir tres fills: Griffin Arthur (2002), Holden Fletcher (2004) i Leland (2006). El 17 d'abril del 2007 van divorciar-se.

## Carrera

### Primers papers
Una de les primeres intervencions en cinema de Brendan Fraser es va produir amb Dodfight, protagonitzada per River Phoenix i estrenada el 1991. El 1992 va encapçalar el repartiment de El codi d'honor, en la qual també intervenien Matt Damon, Ben Affleck i Chris O’Donnell. Després va participar en pel·lícules com la comèdia al costat de Joe Pesci With Honors (1994). També el 1994 va protagonitzar amb Steve Buscemi i Adam Sandler la comèdia Airheads, i The Scouts al costat d'Albert Brooks, dirigida per Michael Ritchie. Després de breus aparicions o cameos en algunes produccions cinematogràfiques, el 1997 va arribar als cinemes George of the Jungle, dirigida per Audrey Wells. La cinta va sumar 174 milions de dòlars a nivell mundial. Houston Chronicle va publicar que "Fraser és el que fa que això realment funcioni".

### Papers principals
Després de l'èxit de George of the Jungle va participar en el drama Gods and Monsters, per la qual els seus companys de repartiment, Ian McKellen i Lynn Redgrave van ser candidats al Premi Óscar. La pel·lícula va rebre bons comentaris. El 1999 Alicia Silverstone va ser la seva companya en la comèdia romàntica Blast from the Past, dirigida per Hugh Wilson. El 17 de maig de 1999 es va estrenar la cinta d'aventures The Mummy, al costat de Rachel Weisz i a les ordres de Stephen Sommers, en la qual interpretava al legionari Rick O'Connell. El film va acumular 416 milions de dòlars internacionalment. El 27 d'agost del mateix any va protagonitzar amb Sarah Jessica Parker i de nou sota la batuta d'Hugh Wilson, Dudley Do-Right.
Amb un pressupost estimat en 70 milions de dòlars, només va aconseguir sumar-ne 9 als Estats Units, i tampoc va rebre el suport de la crítica cinematogràfica.

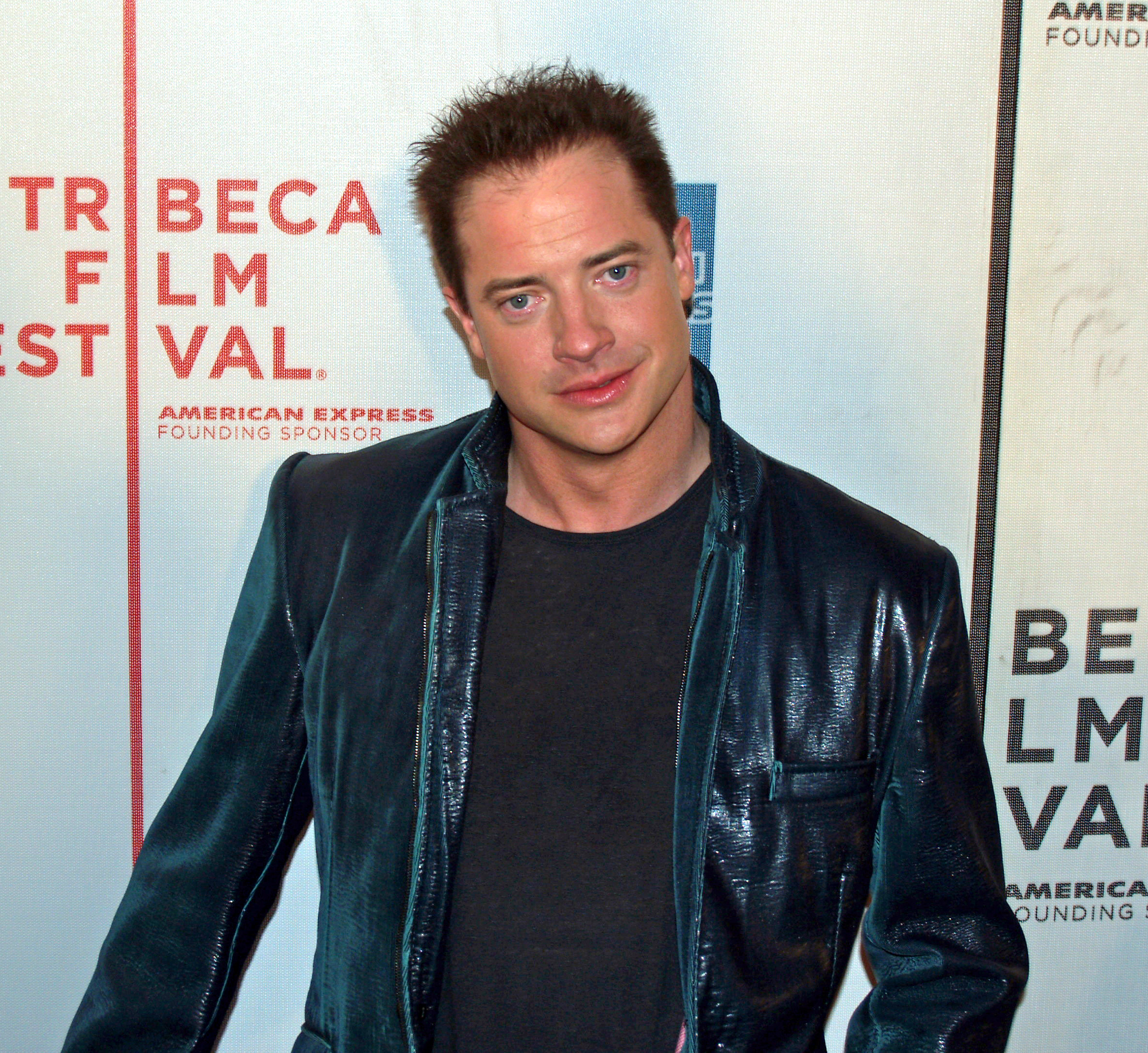
Brendan Fraser al novembre de 2009.

A principis de la dècada de 2000 va participar amb Elizabeth Hurley en la comèdia Bedazzled, remake d'una pel·lícula de títol homònim estrenada en 1967, en la qual apareixia Raquel Welch. Hi interpretava a un home amb poc èxit en la vida que venia la seva ànima al diable. L'any 2000 va posar la seva veu a la cinta animada Sinbad: Beyond the Veil of Mists. El 2001 va interpretar novament a Rick O’Connell en la segona part de The Mummy, titulada The Mummy Returns, al costat del mateix equip tècnic, director i repartiment de la primera part. Va sumar 433 milions de dòlars a nivell global, convertint-se en la producció més taquillera de la seva filmografia fins al moment.
El 2002 va donar vida a Alden Pyle en L'americà impassible, al costat de Michael Caine, dirigida per Phillip Noyce i basada en la novel·la de Graham Greene. Roger Ebert va escriure que hi havia "meravelloses interpretacions (per part de Caine i Fraser) en la pel·lícula". També el 2002 va arribar a les sales Looney Tunes: Back in Action, projecte que combinava animació i imatge real. El 2004 va participar en el drama coral Crash en el qual interpretava al fiscal del districte de Los Angeles. Va obtenir el Premi del Sindicat d'Actors al millor repartiment, premi que va compartir amb Matt Dillon, Don Cheadle, Sandra Bullock o Ryan Phillippe, entre d'altres. Hollywood Reporter va assenyalar que els espectadors havien de gaudir de les "excel·lents interpretacions d'un repartiment realment compromès amb la causa". Crash va ser la guanyadora de l'Óscar a la millor pel·lícula, al millor muntatge i al millor guió original.
Posteriorment al llançament de la oscarizada producció, Fraser va intervenir en el drama Quatre vides, en la qual també apareixien en pantalla Kevin Bacon, Sarah Michelle Gellar i Andy García. El film no va rebre crítiques positives i no va ser estrenada comercialment en nombroses zones. El 2008 va protagonitzar dues superproduccions; la primera d'elles va ser Viatge al centre de la Terra, en la qual també va intervenir com a productor i que va obtenir 241 milions de recaptació internacional. Al costat de Jet Li i Maria Bell, substituint a Rachel Weisz en el personatge d'Eve Carnahan, va estrenar The Mummy: Tomb of the Dragon Emperor. La pel·lícula no va ser ben rebuda per la premsa especialitzada, però va generar uns ingressos de 401 milions a nivell mundial pel que va ser la que menys guanys va obtenir.

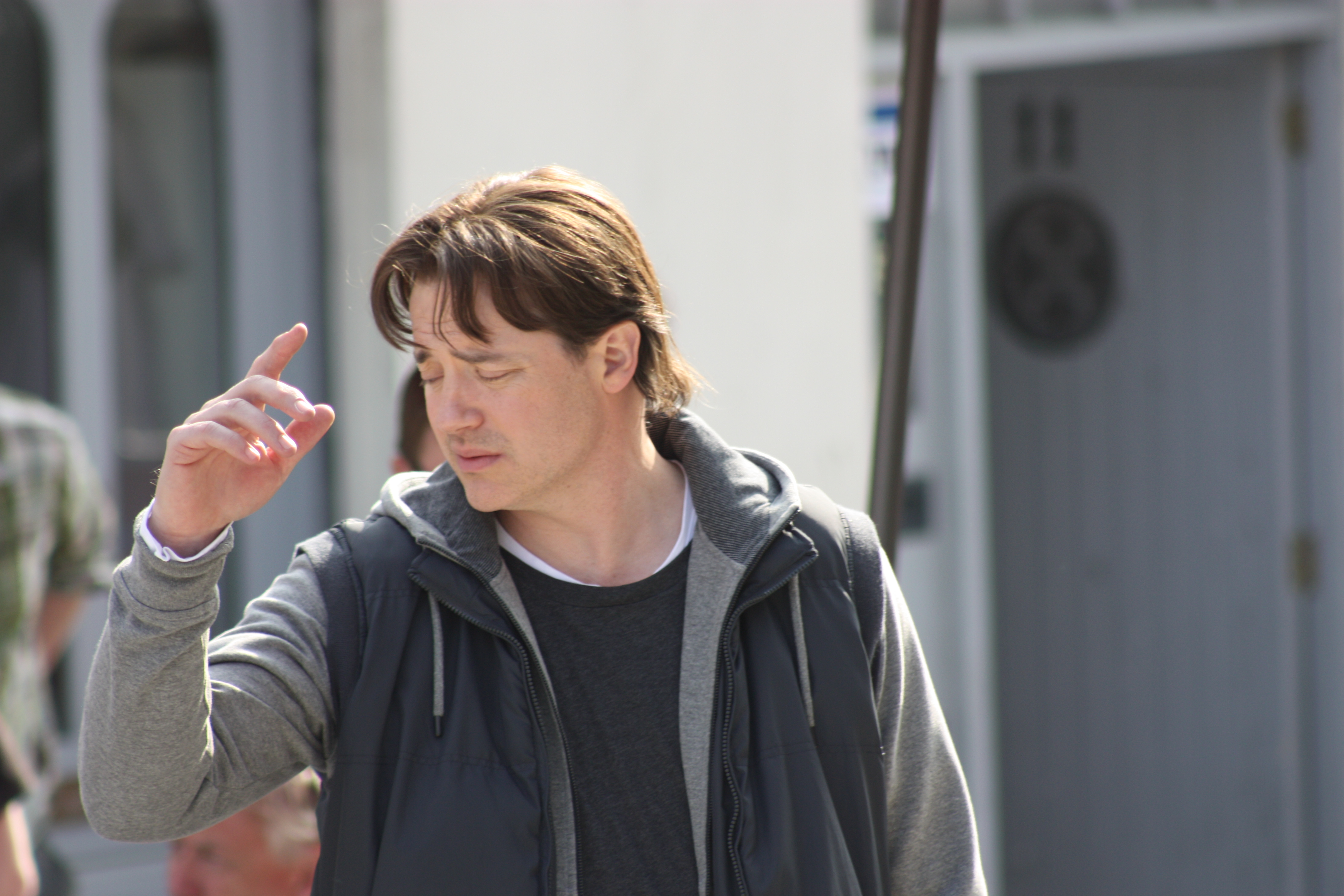
Brendan Fraser l'abril de 2011.

Cap al final de la dècada va interpretar a Mortimer Folchart en Inkheart (2008), al costat d'Helen Mirren i dirigida per Ian Softley. Basada en la novel·la del mateix títol escrita per Cornelia Funke. El 2009 va fer un cameo en G.I. Joe: The Rise of Cobra, interpretant al sergent Stone, dirigida per Stephen Sommers. El 2010 va protagonitzar amb Harrison Ford el drama mèdic Extraordinary Measures, sent el primer film produït per la companyia CBS Productions. Entertainment Weekly va publicar que "Fraser treballa molt fort per donar vida a un pare devot, és realment difícil no poder arrelar-s'hi". El 30 d'abril va arribar als cinemes la comèdia dirigida per Roger Kumble, Furry Vengeance, en la qual interpretava a un agent immobiliari. No va rebre el suport de públic i crítica.
Fraser va interpretar el gàngster Doug Jones a la pel·lícula de Steven Soderbergh “No Sudden Move” (2021). El gener de 2021, es va anunciar  que Fraser seria el protagonista de la pel·lícula de Darren Aronofsky “The Whale”. La pel·lícula es va estrenar al Festival Internacional de Cinema de Venècia el setembre de 2022 i l'actuació de Fraser va ser molt elogiada i posteriorment ell va guanyar l'Oscar al millor actor per aquest paper. Es va convertir en el primer canadenc a guanyar el premi al millor actor.

## Filmografia
| Any  | Pel·lícula                                                   | Notes                  |
| ---- | ------------------------------------------------------------ | ---------------------- |
| 1991 | Guilty Until Proven Innocent                                 | televisió              |
| 1991 | My Old School                                                | televisió              |
| 1991 | Child of Darkness, Child of Light                            | televisió              |
| 1992 | El codi d'honor                                              |                        |
| 1992 | L'home de Califòrnia (Encino Man)                            |                        |
| 1993 | Fallen Angels                                                | sèrie de televisió     |
| 1993 | Son in Law                                                   | no apareix als crèdits |
| 1993 | Twenty Bucks                                                 |                        |
| 1993 | Younger and Younger                                          |                        |
| 1994 | In the Army Now                                              | no apareix als crèdits |
| 1994 | The Scout                                                    |                        |
| 1994 | Airheads                                                     |                        |
| 1994 | With Honors                                                  |                        |
| 1995 | Perfect Crimes                                               |                        |
| 1995 | Amigues per sempre (Now and Then)                            | no apareix als crèdits |
| 1995 | Glory Daze                                                   |                        |
| 1995 | The Passion of Darkly Noon                                   |                        |
| 1996 | Glory Daze                                                   | cameig                 |
| 1996 | Senyora Winterbourne (Mrs. Winterbourne)                     |                        |
| 1996 | Kids in the Hall: Brain Candy                                | no apareix als crèdits |
| 1997 | Still Breathing                                              |                        |
| 1997 | The Twilight of the Golds                                    |                        |
| 1997 | George of the Jungle                                         |                        |
| 1997 | Saturday Night Live                                          | convidat               |
| 1997 | Duckman                                                      | veu                    |
| 1998 | The Simpson                                                  | sèrie de televisió     |
| 1998 | Gods and Monsters                                            |                        |
| 1999 | Dudley Do-Right                                              |                        |
| 1999 | The Mummy                                                    |                        |
| 1999 | Buscant l'Eva                                                |                        |
| 1999 | Saturday Night Live                                          | convidat               |
| 2000 | King of the Hill                                             | veu                    |
| 2000 | Bedazzled                                                    |                        |
| 2000 | Sinbad: Beyond the Veil of Mists                             | veu                    |
| 2001 | The Mummy Returns                                            |                        |
| 2001 | Monkeybone                                                   | Monkey Bone            |
| 2002 | Scrubs                                                       | sèrie de televisió     |
| 2002 | Cat on a Hot in Roof                                         |                        |
| 2002 | L'americà impassible                                         |                        |
| 2003 | Looney Tunes: De nou en acció (Looney Tunes: Back in Action) | veu                    |
| 2006 | The Last Time                                                |                        |
| 2006 | Journey to the end of the night                              |                        |
| 2007 | Quatre vides                                                 |                        |
| 2008 | Inkheart                                                     |                        |
| 2008 | Viatge al centre de la Terra                                 |                        |
| 2008 | La mòmia: La tomba de l'emperador drac                       |                        |
| 2009 | G.I. Joe: The Rise of Cobra                                  |                        |
| 2009 | Turbo Thunder                                                | sèrie de televisió veu |
| 2010 | This side of the looking glass                               |                        |
| 2010 | Furry Vengeance                                              |                        |
| 2010 | Extraordinary Measures                                       |                        |
| 2012 | Scape from Planet Earth                                      | veu                    |
| 2012 | Gimme Shelter                                                |                        |
| 2012 | HairBrained                                                  |                        |
| 2012 | Whole Lotta Sole                                             |                        |
| 2013 | Married and cheating                                         |                        |
| 2013 | The Legend of William Tell: 3D                               |                        |
| 2013 | Seconds of Pleasure                                          |                        |
| 2013 | Pawn shop chronicles                                         |                        |
| 2013 | A case of you                                                |                        |
| 2013 | Split Decision                                               |                        |
| 2014 | The Nut Job                                                  | veu                    |
| 2019 | The Poison Rose                                              |                        |
| 2020 | The Secret of Karma                                          |                        |
| 2021 | No Sudden Move                                               |                        |
| 2022 | The Whale                                                    | Oscar al millor actor  |
| 2024 | Brothers                                                     | Farful                 |